# Peter Due
Peter Due, född den 22 september 1947 i Aarhus, är en dansk seglare.
Han tog OS-silver i tornado i samband med de olympiska seglingstävlingarna 1980 i Moskva.